# Harald Nielsen (politiker)
 Der er flere personer med dette navn, se Harald Nielsen (flertydig).
Harald Nielsen (født 18. november 1896 i Særslev på Fyn, død 6. oktober 1976) var en dansk politiker fra Venstre.

## Virke på landbrugsskoler
Han var søn af højskoleforstander Rasmus Nielsen (1863-1964) og Marie Nutzhorn (1867-1930) og blev uddannet ved landbruget, aftjente sin værnepligt og var derefter elev på højskoler og landbrugsskoler samt på Den Kongelige Veterinær- og Landbohøjskole. Han blev landbrugskandidat 1921 og var lærer ved Sydsjællands Landbrugsskole 1921-22 og ved Dalum Landbrugsskole 1923-36.

## Politikeren
Harald Nielsen voksede op i et højskolemiljø omkring Særslev Højskole, som faderen bestyrede, og som var præget af Klaus Berntsens tanker. Samtidig havde han via sin mor tilknytning til Askov Højskole, og derigennem blev han rundet af grundtvigske traditioner og venstrepolitik. Han knyttede bånd til sin tidligere elev Erik Eriksen, og i 1937 blev han på initiativ af Thomas Madsen-Mygdal rejsesekretær for Venstres Landsorganisation.
I 1939 var han Venstres kandidat til Folketinget i Herningkredsen, som var blevet overtaget af Bondepartiet, men det lykkedes ham ikke at tage mandatet. Han opnåede dog at blive Venstres 1. suppleant i Ringkøbing Amtskreds og kom på tinge ved Oluf Krags død 1942. Ved folketingsvalget 1943 vandt han Herningkredsen, som forblev hans valgkreds, indtil han 1966 ikke ønskede genopstilling. Fra 1956 til 1964 var han partisekretær og leder af Venstres sekretariat. 

## Tillidshverv
Særligt det nordiske samarbejde lå Harald Nielsen meget på sinde, og han var medlem af Nordisk Råd 1953-58 og 1960-66 (formand for den danske gruppe 1964-66) og blev præsident for Nordisk Råd i 1966.
Han var desuden medlem af Den parlamentariske Kommission 1945-53, af Feriekommissionen 1949-51 og af Forfatningskommissionens valglovsudvalg 1952; medlem af Det Kongelige Teaters tilsynsråd 1954-66 (næstformand 1959-66) og af Toldkommissionen 1954-59 samt af Toldrådet og dettes appeludvalg 1954-57; tilsynsmand ved Den Kongelige Veterinær- og Landbohøjskole 1946-58 og medlem af tilsynsrådet for optagelseshjemmet Billeshave fra 1948. Han blev Ridder af Dannebrog 1965.
Nielsen blev gift 15. juni 1929 med Erna Kirstine Frederiksen (født 9. december 1899 i Holmstrup på Fyn, død 27. juni 1976 på Frederiksberg), datter af handelsgartner Christian Frederiksen (1862-1914) og hustru Gertrud Jørgensen (1870-1946).
Han er begravet på Søndermark Kirkegård.

## Forfatterskab
- Arvelighedslære til Brug for Undervisningen paa Landbrugsskoler, 1930.
- Grundbog i Samfundets Økonomi, 1932.
- (sammen med Erik Eriksen), Liberalismen i Danmark, 1935.